# René W. Andersen
René W. Andersen (* 9. September 1962 in Kopenhagen) ist ein ehemaliger dänischer Radrennfahrer und nationaler Meister im Radsport.

## Sportliche Laufbahn
Andersen war im Straßenradsport aktiv. Bei den Junioren gewann er mehrere dänische Meistertitel im Straßenradsport, so im Einzelzeitfahren und im Mannschaftszeitfahren 1980. Als Amateur gewann er nationale Meisterschaft im Straßenrennen 1982 vor Verner Blaudzun.